# Можайский уезд
Можа́йский уе́зд — административная единица в составе Московской губернии, существовавшая до 1929 года. Центр — город Можайск.

## География
Уезд граничил с Калужской и Смоленской губерниями, а также с Волоколамским, Верейским и Рузским уездами Московской губернии и занимал около 1,8 тыс. кв. км. Площадь уезда составляла верхнюю окраину Москворецкого бассейна и начало возвышенности — водораздела Москвы-реки и Волги. Местность уезда, благодаря береговым высотам и холмам довольно волниста. Уезд орошался рекой Москвою и её притоками, а в южной части притоками Оки. Река Москва в пределах уезда была сплавная. Из её притоков значительны: Колоча, Стеблянка, Иночь, Искона, Ведомка, Песочня.

## Население
- 1893 год — 71,6 тыс. чел.[2]
- 1897 год — 54,0 тыс. чел.[1]
- 1923 год — 149673 чел. (в новых границах).
- 1926 год — 140,0 тыс. чел. [3]

## История
Можайский уезд известен со средних веков. В 1723 году житель Гжатской пристани Назар Дружинин и калужский посадский человек Сергей Аксенов получили разрешение Мануфактур-коллегии «завести в Карачевском уезде да в Можайском уезде в дворцовой Покровской волости на пустошах Ширяевой и Кудиновой стекольные заводы». В 1724 году разрешается принять в компанейщики Василия Васильевича Мальцова («большого»). В 1730 году, после смерти своих компаньонов, Василий Мальцов становится главным содержателем и единственным владельцем хрустальной фабрики в Можайском уезде. В 1740-е годы Можайский завод Мальцова становится одним из самых известных в России. В 1747 году Сенат принял указ о запрещении эксплуатации стекольных и металлургических заводов около Москвы с тем, чтобы уберечь лес от истребления. Мальцов вынужден был переместить Можайскую фабрику на новое место. Завод было решено расположить на речке Гусь посреди лесистой Мещёры недалеко от древнего Владимира.
Юридически был оформлен во время административной реформы Екатерины II в 1781 году. В начале 1920-х к уезду отошла часть упразднённых Верейского и Рузского уездов, из-за чего его площадь выросла до 4,0 тыс. км. кв. В 1929 году уезд был упразднён, а на его территории был образован Можайский и другие районы.

## Административное деление
В 1917 году в уезд входили волости: Борисовская, Бородинская, Глазовская, Елмановская, Канаевская, Карачаровская, Кукаринская, Осташёвская, Порецкая.
В 1918 году Канаевская и Осташёвская волости были переданы в Волоколамский уезд.
27 февраля 1922 года к Можайскому уезды были присоединены Верейский (Богородская, Вышегородская, Смолинская, Шелковская волости) и Рузский (Ащеринская, Горбовская, Клементьевская, Моревская, Орешковская, Хотебцовская волости) уезды. При этом Богородская волость была переименована в Верейскую, а Горбовская — в Рузскую.
23 октября 1922 года из Можайского уезда в Звенигородский были переданы селения Акулово, Асаково, Болдино, Большие Семичи, Верещагино, Дютьково, Ерёмино, Жихари, Крутицы, Кубинка, Наро-Осаново, Подлипки, Подсофьино, Репище, Софьино и Чепраково Кубинской волости. При этом селение Григорово было передано из Кубинской волости в Моревскую.

## Уездные предводители дворянства
| Время службы | Имя                                 | Титул, чин, звание               |
| ------------ | ----------------------------------- | -------------------------------- |
| 1782—1788    | Савёлов Николай Петрович            | гвардии секунд-ротмистр          |
| 1788—1791    | Березников Пётр Дмитриевич          | полковник                        |
| 1791—1794    | Озеров Иван Петрович                | полковник                        |
| 1794—1804    | Савёлов Пётр Петрович               | секунд-ротмистр                  |
| 1804—1807    | Савёлов Николай Петрович            | гвардии ротмистр                 |
| 1807—1814    | Бланк Борис Карлович                | полковник                        |
| 1814—1817    | Астафьев Александр Иванович         | полковник                        |
| 1817—1829    | Камынин Василий Дмитриевич          | коллежский советник              |
| 1829—1832    | Усов Александр Николаевич           | гвардии штабс-капитан            |
| 1832—1838    | Камынин Василий Дмитриевич          | статский советник                |
| 1838—1841    | Усов Александр Николаевич           | гвардии штабс-капитан            |
| 1841—1853    | Березников Павел Алексеевич         | полковник                        |
| 1853—1862    | Савёлов Павел Петрович              | титулярный советник              |
| 1862—1869    | Кропоткин Пётр Дмитриевич           | князь, титулярный советник       |
| 1869—1872    | Уваров Алексей Сергеевич            | граф, статский советник          |
| 1872—1873    | Шипов Николай Павлович              | действительный статский советник |
| 1873—1875    | Налётов Николай Фёдорович           | действительный статский советник |
| 1875—1878    | Шипов Николай Павлович              | действительный статский советник |
| 1878—1881    | Усов Николай Александрович          | действительный статский советник |
| 1881—1884    | Мекк Владимир Карлович фон          | камер-юнкер                      |
| 1884—1895    | Усов Николай Николаевич             | коллежский секретарь             |
| 1895—1917    | Варженевский Алексей Константинович | действительный статский советник |

## Интересные факты
Ольга Александровна Федченко в 1861—1862 годах составила гербарий Можайского уезда.

## Карты
| Сборный лист военно топографической карты Московской губернии 1860 г. Масштаб: 2 версты в дюйме (1 см-840м). | Сборный лист военно топографической карты Московской губернии 1860 г. Масштаб: 2 версты в дюйме (1 см-840м). | Сборный лист военно топографической карты Московской губернии 1860 г. Масштаб: 2 версты в дюйме (1 см-840м). | Сборный лист военно топографической карты Московской губернии 1860 г. Масштаб: 2 версты в дюйме (1 см-840м). | Сборный лист военно топографической карты Московской губернии 1860 г. Масштаб: 2 версты в дюйме (1 см-840м). | Сборный лист военно топографической карты Московской губернии 1860 г. Масштаб: 2 версты в дюйме (1 см-840м). | Сборный лист военно топографической карты Московской губернии 1860 г. Масштаб: 2 версты в дюйме (1 см-840м). | Сборный лист военно топографической карты Московской губернии 1860 г. Масштаб: 2 версты в дюйме (1 см-840м). | Сборный лист военно топографической карты Московской губернии 1860 г. Масштаб: 2 версты в дюйме (1 см-840м). | Сборный лист военно топографической карты Московской губернии 1860 г. Масштаб: 2 версты в дюйме (1 см-840м). | Сборный лист военно топографической карты Московской губернии 1860 г. Масштаб: 2 версты в дюйме (1 см-840м). | Сборный лист военно топографической карты Московской губернии 1860 г. Масштаб: 2 версты в дюйме (1 см-840м). | Сборный лист военно топографической карты Московской губернии 1860 г. Масштаб: 2 версты в дюйме (1 см-840м). |
| --- | --- | --- | --- | --- | --- | --- | --- | --- | --- | --- | --- | --- |
| (При нажатии на необходимый лист будет осуществлён переход на соответствующую карту.)                        | | | | | | | | | | | | |